# Joaquín Dualde
Joaquín Dualde, né le 14 novembre 1932 à Barcelone et mort le 28 avril 2012 dans la même ville, est un joueur espagnol de hockey sur gazon.

## Carrière
Joaquín Dualde a fait partie de la sélection espagnole de hockey sur gazon médaillée de bronze aux Jeux olympiques d'été de 1960 à Rome.